# Vätebromid
Vätebromid, även känt som bromväte eller broman, HBr, är en förening av väte och brom. Det är en färglös, rykande gas med stickande lukt vid standardtryck och -temperatur. När man löser vätebromid i vatten bildas bromvätesyra. Genom ljusets inverkan blir den gul på grund av frigjord brom.

## Framställning
Industriellt framställs vätebromid genom att man blandar vätgas och brom vid 200 – 400 °C med platina som katalysator.
{\displaystyle {\rm {H_{2}+Br_{2}\ {\xrightarrow {Pt}}\ 2\ HBr}}}
Den kan även framställas genom reaktion mellan kaliumbromid och utspädd svavelsyra.

## Användning
Vätebromid används bland annat för att producera bromalkaner.
Den kommer även till användning för bromering av organiska föreningar.